# Sfântul Pancrațiu
Sfântul Pancrațiu (n. 28 august 289 d.Hr., Frigia, Turcia – d. 12 mai 304 d.Hr., Roma, Imperiul Roman) a fost un martir creștin din secolul al IV-lea.
Se crede că s-a născut în Frigia (în Turcia de azi), de origine nobilă. S-a botezat la vârsta de 14 ani la Roma, unde a murit martir, probabil în timpul persecuției lui Dioclețian, în jurul anului 304. Mormântul lui se păstrează pe via Aurelia; deasupra lui, Papa Symmachus a construit, în jurul anului 500, o biserică.
Este invocat împotriva sperjurului, a mărturiei mincinoase, a crampelor și durerilor de cap.

## Locuri
Un cartier din Londra îi poartă numele. Gara St Pancras este una din principalele stații feroviare din oraș.